# دير السيد (الحديدة)
دير السيد هي إحدى قرى مديرية الزهرة، التابعة لمحافظة الحديدة اليمنية، بلغ تعداد سكانها 2613 نسمة حسب الإحصاء الذي أجري عام 2004.